# Р-29РМ
Р-29РМ (Индекс УРАВ ВМФ — 3М37, код СНВ РСМ-54, по классификации НАТО — SS-N-23 Skiff) — советская жидкостная трёхступенчатая баллистическая ракета комплекса Д-9РМ, размещаемая на подводных лодках (БРПЛ) проекта 667БДРМ. Разработана в КБ им. Макеева. Принята на вооружение в 1986 году.

## История разработки
Сроки разработки ракетного комплекса Д-19 с твердотопливной ракетой Р-39 не выдерживались и несколько раз корректировались в сторону увеличения. Политика обеспечения стратегического паритета с США требовала принятия ряда решений. В середине 1970-х годов были приняты два постановления правительства. Одним из них увеличивалось количество строящихся подводных ракетоносцев проекта 667БДР на восемь единиц. Вторым постановлением задавались работы по повышению точностных характеристик морских ракет, созданию нового малогабаритного высокоскоростного боевого блока и ряд других работ.
В рамках этих работ, по инициативе генерального конструктора В. П. Макеева КБ Машиностроения подготовило аванпроект на ракетный комплекс, размещаемый на подводных лодках проекта 667БДР при их модернизации. Фактически было предложено создание нового комплекса. Аванпроект комплекса Д-25 с жидкостной ракетой в декабре 1977 года был успешно защищён на научно-технических советах Министерства общего машиностроения и Военно-Морского флота. Но выход постановления о начале опытно-конструкторской работы по разработке нового комплекса задерживался. Противником такого решения выступил министр обороны Д. Ф. Устинов, считая что ВМФ должен переходить на твердотопливные ракеты.
Тем не менее, при поддержке Главнокомандующего ВМФ С. Г. Горшкова и министра Минобщемаша С. А. Афанасьева было подготовлено и в январе 1979 года подписано постановление об опытно-конструкторской разработке нового комплекса Д-9РМ (вместо первоначального индекса Д-25) с жидкостной ракетой Р-29РМ. Комплекс при межконтинентальной дальности полёта должен был быть способен поражать малоразмерные защищённые объекты и предназначался для вооружения подводных лодок проекта 667БДРМ.
При разработке нового комплекса был использован опыт разработки ракет Р-29 и Р-29Р. В то же время, комплекс обеспечивал повышение боевых характеристик за счёт увеличения количества и мощности боевых блоков, увеличения дальности и точности стрельбы, расширения зоны разведения боевых блоков. Эскизный проект был разработан в 1979 году. А в 1980 году была подготовлена конструкторская документация.

## Конструкция
Ракета выполнена по трёхступенчатой схеме с разделяющейся головной частью. Первые ступени расположены по схеме «тандем». Все ступени оснащены жидкостными ракетными двигателями. Конструктивной особенностью ракеты является объединение двигателей третьей ступени и ступени разведения в единую сборку с общей баковой системой.
Впервые в практике КБ Машиностроения двигатель первой ступени делало не Конструкторское бюро химического машиностроения (КБХМ), а Конструкторское бюро химавтоматики (КБХА). Двигатель 3Д37 (обозначение разработчика РД0243) разрабатывался под руководством генерального конструктора А. Д. Конопатова. ЖРД выполнен по «утопленной схеме» и состоит из двух блоков — маршевого однокамерного РД0244 и рулевого четырёхкамерного РД0245. Тяга двигателя — 100 тонн силы. Управление осуществляется по каналам тангажа, рысканья и крена с помощью отклонения камер сгорания рулевого блока. Оба блока выполнены по схеме с дожиганием окислительного газа. Двигатель закреплён на нижнем днище бака горючего и выполнен по «утопленной схеме» (почти все агрегаты находятся внутри бака). Четыре рулевых камеры расположены вне бака, в плоскостях стабилизации. Работа двигателя прекращается после израсходования одного из компонентов топлива.
Разделительное днище между баками окислителя и горючего первой ступени совмещённое, двухслойное. Корпус первой и второй ступени цельносварной, выполнен из фрезерованных (вафельной конструкции) алюминиево-магниевых (сплав АМг-6) панелей. Разделение ступеней производится за счёт энергии газов наддува баков после срабатывания продольных удлинённых детонирующих зарядов, установленных по обечайке бака окислителя первой ступени.
Переднее днище бака горючего второй ступени выполнено в виде конической ниши, в которой размещаются боевые блоки и двигатель третьей ступени. Днище между баками окислителей первой и второй ступеней является совмещённым и служит силовой рамой для двигателя второй ступени.
Двигатель второй ступени 3Д38 разработки КБХМ (генеральный конструктор В. Н. Богомолов) однокамерный, выполнен по схеме с дожиганием окислительного газа. Двигатель закреплён на межступенчатом днище, а основные агрегаты двигателя размещены в баке окислителя первой ступени. Управляющие моменты по каналам тангажа и рысканья создаются за счёт отклонения камеры сгорания, закреплённой в кардановом подвесе. Управление по крену осуществляется с помощью специальных сопел, использующими окислительный газ, поступающий из турбонасосного агрегата. Двигатель работает до полной выработки одного из компонентов топлива.
Благодаря использованию нового маршевого двигателя и третьей ступени была увеличена масса полезной нагрузки и дальность стрельбы. На Р-29РМ применена новая конструкция стартового устройства — в виде резинометаллического кольца, что позволило удлинить ракету на 0,6 метра без увеличения высоты ракетной шахты. Также без увеличения диаметра шахты увеличен диаметр ракеты с 1,8 до 1,9 метра за счёт уплотнения компоновки кольцевого зазора и применения новых резинометаллических амортизаторов. При этом устойчивость к воздействию подводных взрывов осталась на уровне комплекса Р-29Р. Данные решения позволили увеличить стартовую массу ракеты с 35,5 до 40 тонн без изменения габаритов ракетной шахты.
Двигательная установка третьей ступени и блока разведения сведены в общую сборку. Её разработкой занималось КБХМ, главный конструктор Н. И. Леонтьев. Общим для них является топливный бак. Маршевый двигатель третьей ступени однокамерный, с турбонасосной подачей топлива. Двигатель однорежимный, выполнен по схеме с дожиганием окислительного газа. ЖРД отделяется от основной части ракеты по окончании работы и снабжён устройством для перекрытия трубопроводов, соединяющих отделяемую часть двигателя с баковой системой. Управление осуществляется с помощью двигателя разведения, включаемого одновременно с маршевым двигателем третьей ступени. Двигатель разведения четырёхкамерный, многорежимный и выполнен по открытой схеме. Выхлоп газогенераторного газа осуществляется через шесть специальных сопел. Четыре камеры двигателя расположены на специальных кронштейнах, выдвигаемых из корпуса в стороны, для исключения влияния газовых струй на ББ..
Использование оригинальной совмещённой двигательной установки третьей и боевой ступени позволило обеспечить бо́льшую зону разведения боевых блоков при стрельбе на дальность меньше максимальной. Это расширило боевые возможности ракеты за счёт более гибкого подбора целей.
В носовой части ракеты расположен приборный отсек с бортовой аппаратурой системы управления и астрокоррекции. Разработкой системы управления занимались НПО автоматики (главный конструктор Н. А. Семихатов), НИИ командных приборов (главный конструктор В. П. Арефьев), ЦКБ «Геофизика» (главный конструктор В. С. Кузьмин) и НПО «Радиоприбор» (главный конструктор Л. И. Гусев).
Существенному повышению точности стрельбы способствовало улучшение аппаратуры астрокоррекции. В астроинерциальном режиме точность стрельбы возросла в 1,5 раза. Принципиально новым решением стала разработка специального астрорадиоинерциального режима наведения. В нём, наряду с навигационными данными о положении звёзд, используется коррекция траектории по информации космической навигационной системы ГЛОНАСС, что позволило повысить точность стрельбы до уровня межконтинентальных баллистических ракет наземного базирования.

### Боевые блоки
Боевые блоки размещаются на платформах на заднем днище бака горючего. Для ракеты Р-29РМ разработаны две основные комплектации — четырёхблочная с зарядами по 200 кТ и десятиблочная с боеголовками мощностью 100 кТ. Первой разрабатывалась десятиблочная модификация. Так же как и при разработке боевых блоков для Р-39 работы велись с оглядкой на американский аналог — боевой блок W76. Были использованы наработки по боевому блоку ракеты Р-39. Лётно-конструкторская отработка боевых блоков осуществлялась на полигоне Капустин Яр пусками специальных ракет К65М-Р, разработанных омским ПО «Полет».
Создание улучшенных боевых блоков велось по нескольким направлениям. ВНИИ приборостроения после проведения 16 ядерных испытаний был создан ядерный заряд с удельной мощностью большей, чем у американского ядерного заряда. Значительно уменьшены масса и габариты спецавтоматики подрыва заряда, повышена точность воздушного подрыва за счёт введения специального радиодатчика. КБ машиностроения занималось отработкой общей компоновки боевого блока, оптимизацией аэродинамической формы. Боевой блок ракеты Р-29РМ выполнен более заострённым по сравнению с предыдущими блоками. Была разработана новая конструкция наконечника для размещения в нём части спецавтоматики. Применена более эффективная теплозащита. Для уменьшения смещения центра масс относительно продольной оси при производстве блока применена динамическая балансировка с помощью специального разработанного балансировочного устройства, разработкой которого занимались специалисты КБМ, НИИ «Гермес», ВНИИ приборостроения и Златоустовского машиностроительного завода.
В целях уменьшения величины рассеивания блока необходимо было уменьшить величину абляции носка боевого блока при вхождении в плотные слои атмосферы и обеспечить его вращение для обеспечения равномерного износа поверхности. НИИ «Графит» был предложен углерод-углеродный композиционный материал марки 4КМС, а ЦНИИМВ и ХФТИ — КИМФ. В качестве каркаса 4КМС использованы высокомодульные углеродные стержни, ориентированные в четырёх направлениях. В КИМФ использован трёхмерный (пространственный) каркас. С декабря 1980 по март 1984 года во время лётно-конструкторских испытаний было проведено 17 пусков ракет К65М-Р и испытано 56 боевых блоков. Первоначально испытывался блок с носком из материала 4КМС. Начиная с десятого пуска испытывался блок с наконечником из материала КИМФ. Этот наконечник имел бо́льший радиус притупления и «пилоны» для подкрутки боевого блока.
Принятый на вооружение боевой блок с наконечником из материала КИМФ при использовании усовершенствованной системы наведения позволил создать боевой блок с точностью стрельбы в два раза лучше, чем у боевого блока ракеты Р-39, и по техническому уровню не уступавший американской боеголовке W76. За создание боевого блока малого класса мощности в ноябре 1985 года были награждены Государственной премией СССР специалисты ВНИИ приборостроения, КБ машиностроения и Златоустовского машиностроительного завода.
В процессе отработки боевого блока на Златоустовском машзаводе было создано уникальное производство по изготовлению корпусов скоростных боевых блоков. Был получен богатейший опыт, использованный затем при создании боевых блоков среднего класса мощности для оснащения ракет Р-29РМУ и Р-39 УТТХ.

## Испытания и принятие на вооружение ракеты Р-29РМ
Первый этап испытаний начался пусками экспериментальных ракет с погружаемого плавстенда на Южном полигоне. Всего до ноября 1982 года было произведено девять пусков, из них восемь признано успешными. Совместные лётные испытания ракет проводились с наземного стенда. Было проведено 16 пусков, из них 10 успешные. Заключительный этап совместных испытаний проводился с головной подводной лодки К-51 «Имени XXVI съезда КПСС» проекта 667БДРМ в 1983—1984 годах на Государственном центральном полигоне близ Северодвинска. С ракетоносца было выполнено 12 пусков, из которых 10 признано успешными. Два пуска было выполнено на минимальную дальность, восемь — на промежуточную и два на максимальную. Один из пусков был произведён из надводного положения лодки. Было выполнено шесть одиночных пусков ракет, двухракетный и четырёхракетный залпы. 11 ракет были запущены в астрорадиоинерциальном режиме (с получением данных от четырёх спутников).
Испытания были продолжены 27 июля 1985 года двухракетным залпом, который признан неуспешным. Затем были проведены успешные двухракетные залпы 23 октября 1985 года с борта К-51 и 12 ноября с борта К-84. Данные о последнем залпе Виктор Петрович Макеев получить не смог. Он ушёл из жизни 25 октября 1985 года. Р-29РМ стала последней ракетой, созданной под его началом.
В феврале 1986 года на вооружение была принята ракета Р-29РМ ракетного комплекса Д-9РМ в варианте с десятиблочной комплектацией. Р-29РМ была заявлена под кодом РСМ-54 в договоре СНВ-1 как четырёхблочная. После создания боевого блока среднего класса в конце 1986 года было произведено три пуска ракеты в новой четырёхблочной комплектации. Один пуск был произведён на минимальную дальность, один — на промежуточную и один — на максимальную. В октябре 1987 года ракета Р-29РМ в четырёхблочной комплектации была принята на вооружение советского ВМФ.
Баллистическими ракетами Р-29РМ комплекса Д-9РМ вооружаются подводные ракетоносцы проекта 667БДРМ. 20 февраля 1992 года вступил в строй К-407 — последний, седьмой ракетоносец этого типа. В настоящий момент они базируются на Северном флоте. Каждый ракетоносец оснащён 16 ракетными шахтами. По условиям договора СНВ-1 все ракеты оснащены четырёхблочной боевой частью. Пуск ракет может производиться в любом направлении относительно курса лодки, с глубины до 55 метров и скорости лодки до 6—7 узлов. Все 16 ракет могут быть выпущены в одном залпе.

## Модификации

### Ракета Р-29РМУ комплекса Д-9РМУ
В феврале 1986 года вышло постановление правительства о модернизации комплекса Д-9РМ. В процессе модернизации была повышена стойкость ракет к поражающим факторам ядерного взрыва, обеспечено применение ракет до 89° северной широты, стрельба по настильной траектории с минимизацией подлётного времени. Ракета оснащалась разделяющейся головной частью с четырьмя блоками среднего класса мощности. При этом была сохранена возможность переоснащения десятиблочной боевой частью.
В процессе лётных испытаний боевых блоков в 1984—1987 годах было произведено 17 пусков специализированных ракет-носителей с 58 экспериментальными боевыми блоками среднего класса. Были проведены пуски на максимальную, промежуточную, минимальную дальность и пуски по настильной траектории.
Совместные лётные испытания ракет и боевых блоков были проведены пусками 13 ракет в августе — сентябре 1987 года. Отрабатывались пуски по настильным траекториям, стрельбы из высоких широт Арктики, возможности совместных пусков ракет Р-29РМ и Р-29РМУ в одном залпе. Комплекс Д-9РМУ с ракетой Р-29РМУ был принят на вооружение в марте 1988 года.

### Р-29РМУ1
Принята на вооружение в 2002 году, оснащена перспективным боевым блоком повышенной безопасности (ОКР «Станция»)

### Р-29РМУ2 «Синева»
Работы по разработке новой модификации ракет Р-29РМ начались в 1999 году. Новая модификация получила обозначение Р-29РМУ2 и шифр «Синева», сохранив договорное обозначение «РСМ-54».
Были несколько изменены размеры ступеней, повышена устойчивость к воздействию электромагнитного импульса, установлены новые комплекс преодоления ПРО и система спутниковой навигации. Система управления выполнена на новом вычислительном комплексе «Малахит-3». Также для новой модификации разработаны боевые блоки среднего класса мощности в рамках опытно-конструкторских работ «Станция-2». Новый блок создавался как аналог американской боеголовки W-88 ракеты «Трайдент-II».
Лётные испытания ракеты завершены в 2004 году и 9 июля 2007 года комплекс с ракетой Р-29РМУ2 принят на вооружение.

#### Р-29РМУ2.1 «Лайнер»
Модернизация Р-29РМУ2 «Синева» с комплексом средств преодоления ПРО и возможностью нести комбинированную боевую нагрузку.

### Р-29РМУ3
Р-29РМУ3 (шифр «Синева-2») — предлагаемая Государственным ракетным центром им. Макеева модификация ракеты Р-29РМУ-2. Ракета предложена для вооружения ракетоносцев проекта 955 «Борей», как альтернатива ракете «Булава». С целью минимизации изменения проекта подводной лодки для Р-29РМУ3 предлагается «сухой» способ старта. Для уменьшения длины ракеты будут увеличены диаметры первой и второй ступеней. Масса ракеты 41 тонна. В качестве оснащения предлагается 8 боевых блоков малого класса мощности ЗГ-32 со средствами преодоления противоракетной обороны или 4 новых боевых блока среднего класса.

### Ракета-носитель «Штиль»
На базе ракеты Р-29РМ разработаны ракеты-носители легкого класса — «Штиль» и «Штиль-2». Ракеты-носители предназначены для выведения космических аппаратов на низковысотные околоземные орбиты. Пуск ракеты-носителя производится из ракетной шахты подводной лодки или с наземного стартового комплекса, расположенного возле поселка Нёнокса на севере России. Стоимость одного пуска оценивается специалистами в диапазоне от 4 до 5 миллионов долларов.
В рамках первого этапа работ создана ракета-носитель «Штиль-1». Она представляет собой серийную ракету Р-29РМ с дополнительно установленной телеметрической аппаратурой. Полезная нагрузка объёмом до 0,183 м³ размещается в штатном отсеке ракеты. Пуск проводится из шахты подводной лодки из подводного положения. «Штиль-1» позволяет вывести на круговую орбиту высотой 400 км и наклонением 79° полезный груз массой 80 кг. Первый запуск спутника с помощью «Штиль-1» состоялся 7 июля 1998 года с АПЛ К-407 «Новомосковск». Ракета вывела на околоземную орбиту два немецких спутника — Tubsat-N и Tubsat-N1.
В рамках второго этапа работ разрабатывается модификация «Штиль-2.1». Для размещения полезной нагрузки спроектирован специальный отсек объёмом 1,87 м³, который закрывается аэродинамическим обтекателем. Ракета способна вывести на круговую орбиту высотой 400 км и наклонением 79° полезный груз массой до 200 кг. Заявлено о разработке модификации «Штиль-2Р», способной вывести на ту же орбиту полезную нагрузку массой до 500 кг. Ракеты-носители «Штиль-2.1» и «Штиль-2Р» имеют длину большую, чем Р-29РМ и крышка ракетной шахты не может быть закрыта. Поэтому переход подводной лодки к месту старта и пуск ракеты может производиться только в надводном положении.
По состоянию на март 2010 года было выполнено два пуска:
| № Пуска | Дата и время (UTC) | Тип ракеты-носителя | Место запуска и ракетоносец          | Полезная нагрузка                                            | Масса полезной нагрузки | Орбита                    | Результат |
| ------- | ------------------ | ------------------- | ------------------------------------ | ------------------------------------------------------------ | ----------------------- | ------------------------- | --------- |
| 1       | 7 июля 1998        | Штиль-1             | Баренцево море, К-407 «Новомосковск» | Спутник связи TUBSAT-N и исследовательский спутник TUBSAT-N1 | 8,5 кг и 3,0 кг         | Низкая околоземная орбита | Успех     |
| 2       | 26 мая 2006 19:50  | Штиль-1             | Баренцево море, К-84 «Екатеринбург»  | Исследовательский спутник Компас 2                           | 86 кг                   | Гелиосинхронная орбита    | Успех     |

## Эксплуатация и текущее состояние
Всего в период с 1984 по 1990 год было построено 7 субмарин проекта 667БДРМ «Дельфин», каждая из которых вооружена 16 ракетами Р-29РМ. В 1999 году одна из подводных лодок этого типа — К-64, была выведена из состава флота и отправлена на завод «Звёздочка» с целью прохождения среднего ремонта. Лодка будет переоборудована для выполнения специальных задач подводных сил ВМФ России. Название К-64 изменено на БС-64. В 2002 году на лодке вырезаны ракетные отсеки.
Остальные ракетоносцы проходят или прошли средний ремонт и модернизацию на «Звёздочке» в Северодвинске. К-51 «Верхотурье», К-114 «Тула», К-117 «Брянск», К-18 «Карелия» и К-407 «Новомосковск» уже прошли модернизацию. В процессе модернизации лодки получают новый комплекс — Д-29РМУ2 «Синева». Ракетоносец К-84 «Екатеринбург», серьёзно пострадавший при пожаре в декабре 2011 года, будет восстановлен и введён в строй позже. Все действующие субмарины этого класса находятся в составе 31-й дивизии Подводных сил Северного флота и базируются в Гаджиево, бухта Ягельная, губа Сайда.
По состоянию на март 2012 года на 4 подводных лодках проекта 667БДРМ было развёрнуто 64 ракеты Р-29РМ с 384 боезарядами, что составляло 50 % от стратегических боезарядов, развёрнутых на подводном флоте и 10 % от общего числа боезарядов стратегических ядерных сил России.
| Развёртывание ракет Р-29РМ по годам | Развёртывание ракет Р-29РМ по годам | Развёртывание ракет Р-29РМ по годам | Развёртывание ракет Р-29РМ по годам | Развёртывание ракет Р-29РМ по годам         |
| месяц                               | ПУ Р-29РМ                           | Боезарядов на Р-29РМ                | боезарядов МСЯС всего               | % Р-29РМ в общем количестве боезарядов МСЯС |
| ----------------------------------- | ----------------------------------- | ----------------------------------- | ----------------------------------- | ------------------------------------------- |
| декабрь 1985                        | 16                                  | 64                                  | 2217                                | 2,89                                        |
| декабрь 1986                        | 32                                  | 128                                 | 2262                                | 5,66                                        |
| декабрь 1987                        | 32                                  | 128                                 | 2434                                | 5,26                                        |
| декабрь 1988                        | 48                                  | 192                                 | 2470                                | 7,77                                        |
| декабрь 1989                        | 80                                  | 320                                 | 2732                                | 11,71                                       |
| декабрь 1990                        | 112                                 | 448                                 | 2795                                | 16,03                                       |
| декабрь 1991                        | 112                                 | 448                                 | 2712                                | 16,52                                       |
| декабрь 1992                        | 112                                 | 448                                 | 2712                                | 16,52                                       |
| декабрь 1993                        | 112                                 | 448                                 | 2712                                | 16,52                                       |
| декабрь 1994                        | 112                                 | 448                                 | 2564                                | 17,47                                       |
| декабрь 1995                        | 112                                 | 448                                 | 2080                                | 21,54                                       |
| декабрь 1996                        | 112                                 | 448                                 | 2016                                | 22,22                                       |
| июль 1997                           | 112                                 | 448                                 | 2480                                | 18,06                                       |
| июль 1998                           | 112                                 | 448                                 | 2480                                | 18,06                                       |
| июль 1999                           | 112                                 | 448                                 | 2400                                | 18,67                                       |
| июль 2000                           | 112                                 | 448                                 | 2272                                | 19,72                                       |
| июль 2001                           | 96                                  | 384                                 | 1868                                | 20,56                                       |
| июль 2002                           | 96                                  | 384                                 | 1744                                | 22,02                                       |
| июль 2003                           | 96                                  | 384                                 | 872                                 | 44,04                                       |
| июль 2004                           | 96                                  | 384                                 | 672                                 | 57,14                                       |
| октябрь 2005                        | 96                                  | 384                                 | 672                                 | 57,14                                       |
| июль 2006                           | 96                                  | 384                                 | 672                                 | 57,14                                       |
| январь 2007                         | 96                                  | 384                                 | 672                                 | 57,14                                       |
| январь 2008                         | 96                                  | 384                                 | 630                                 | 60,95                                       |
| январь 2009                         | 96                                  | 384                                 | 612                                 | 62,75                                       |

## Тактико-технические характеристики
|                             | Р-29РМ десятиблочный вариант                                                   | Р-29РМ четырёхблочный вариант                                                  |
| --------------------------- | ------------------------------------------------------------------------------ | ------------------------------------------------------------------------------ |
| Индекс УРАВ ВМФ             | 3М37                                                                           | 3М37                                                                           |
| Код СНВ                     | РСМ-54                                                                         | РСМ-54                                                                         |
| Код МО США и НАТО           | SS-N-18 «Skiff»                                                                | SS-N-18 «Skiff»                                                                |
| Комплекс                    | Д-9РМ                                                                          | Д-9РМ                                                                          |
| Носитель                    | Проект 667БДРМ (16 ракет)                                                      | Проект 667БДРМ (16 ракет)                                                      |
| Массо-габаритные показатели |                                                                                |                                                                                |
| Количество ступеней         | 3                                                                              | 3                                                                              |
| Масса ракеты, кг            | 40 300                                                                         | 40 300                                                                         |
| Длина, м                    | 14,8                                                                           | 14,8                                                                           |
| Диаметр, м                  | 1,9                                                                            | 1,9                                                                            |
| Максимальная дальность, км  | 8300                                                                           | 8300                                                                           |
| Забрасываемый вес, кг       | до 2 800                                                                       | до 2 800                                                                       |
| Тип головной части          | РГЧ ИН                                                                         | РГЧ ИН                                                                         |
| Количество боевых блоков    | 10                                                                             | 4                                                                              |
| Мощность боевых блоков, кт  | 100                                                                            | 200                                                                            |
| Система управления          | инерциальная с астрокоррекцией+ГЛОНАСС                                         | инерциальная с астрокоррекцией+ГЛОНАСС                                         |
| КВО, м                      | 550                                                                            | 550                                                                            |
| Двигатель первой ступени    | ЖРД 3Д37 (КБХА)                                                                | ЖРД 3Д37 (КБХА)                                                                |
| Топливо                     | НДМГ+АТ                                                                        | НДМГ+АТ                                                                        |
| Двигатель второй ступени    | ЖРД 3Д38 (КБХМ)                                                                | ЖРД 3Д38 (КБХМ)                                                                |
| Топливо                     | НДМГ+АТ                                                                        | НДМГ+АТ                                                                        |
| Тип старта                  | мокрый, надводный/подводный                                                    | мокрый, надводный/подводный                                                    |
| История разработки          |                                                                                |                                                                                |
| Разработчик                 | КБ Машиностроения                                                              | КБ Машиностроения                                                              |
| Конструктор                 | Макеев В. П.                                                                   | Макеев В. П.                                                                   |
| Начало разработки           | январь 1979                                                                    | январь 1979                                                                    |
| Бросковые испытания         | -ноябрь 1982                                                                   | -ноябрь 1982                                                                   |
| Всего пусков                | 9                                                                              | 9                                                                              |
| Из них успешные             | 8                                                                              | 8                                                                              |
| Испытания со стенда         | 1983?                                                                          | 1983?                                                                          |
| Всего пусков                | 16                                                                             | 16                                                                             |
| Из них успешные             | 10                                                                             | 10                                                                             |
| Испытания с подводной лодки | 1983-12 ноября 1985                                                            | 1983-12 ноября 1985                                                            |
| Всего пусков                | 42                                                                             | 42                                                                             |
| Из них успешные             | 31                                                                             | 31                                                                             |
| Принятие на вооружение      | февраль 1986                                                                   | октябрь 1987                                                                   |
| Изготовитель                | Златоустовский машиностроительный завод, Красноярский машиностроительный завод | Златоустовский машиностроительный завод, Красноярский машиностроительный завод |

## Оценка проекта
Ракета Р-29РМ имеет лучшие тактико-технические характеристики среди российских баллистических ракет подводных лодок. По сравнению с Р-29Р заметно возросла боевая эффективность за счёт использования большего количества боевых блоков лучшей точности и большей максимальной дальности стрельбы. Р-29РМ не уступает ракете Р-39, имея то же количество боевых блоков при одинаковой дальности стрельбы. При этом её стартовая масса более чем в два раза меньше.
По сравнению с американскими ракетами семейства Трайдент Р-29РМ несколько проигрывает по точности стрельбы (КВО 500 м против 360 м у Трайдент-1 и 120 м у Трайдент-2). Однако американские ракеты уступают по энергомассовому совершенству — величине забрасываемой массы отнесённой к стартовой массе ракеты. У Р-29РМ данный показатель составляет 46 единиц, против 33 у Трайдент-1 и 37,5 у Трайдент-2. На сегодняшний день ракета Р-29РМ удерживает рекорд по этому показателю среди баллистических ракет подводных лодок. Благодаря выдающимся тактико-техническим характеристикам ракеты Р-29РМ и Р-29РМУ в журнале Österreichische Militärische Zeitschrift (2001. № 4. Р. 473—480) определены как «шедевр морского ракетостроения». С помощью ракеты Р-29РМ установлен и ещё один рекорд. 6 августа 1991 года в 21:07 в ходе операции «Бегемот» подводным ракетоносцем К-407 «Новомосковск» под командованием капитана 2 ранга С. В. Егорова впервые в мире был произведён пуск из подводного положения полного боекомплекта из 16 ракет Р-29РМ. Первая неудачная попытка проведения операции «Бегемот» была предпринята с борта К-84 в 1989 году. Запуск полного боекомплекта с борта К-407 по состоянию на февраль 2010 года остается единственным в мире (максимальное испытанное количество ракет Трайдент-2 в одном пуске — 4 ракеты).
с
| ТТХ                                 | Р-29РМ                                      | Синева                                      | Р-39         | Булава                                               | Трайдент I       | Трайдент II      | M51      | M51.2    | Цзюйлан-2           | Цзюйлан-3           |
| ----------------------------------- | ------------------------------------------- | ------------------------------------------- | ------------ | ---------------------------------------------------- | ---------------- | ---------------- | -------- | -------- | ------------------- | ------------------- |
| Разработчик (головное учреждение)   | ГРЦ                                         | ГРЦ                                         | ГРЦ          | МИТ                                                  | Lockheed Martin  | Lockheed Martin  | EADS     | EADS     | Хуан Вэйлу (黄纬禄) | Хуан Вэйлу (黄纬禄) |
| Год принятия на вооружение          | 1986                                        | 2007                                        | 1984         | 2012                                                 | 1979             | 1990             | 2010     | 2010     | 2009                | —                   |
| Максимальная дальность стрельбы, км | 8300                                        | 11 500                                      | 8250         | 9300                                                 | 7400             | 11 300           | 9000     | 10 000   | 8000                | 9000                |
| Забрасываемый вес, кг               | 2800                                        | 2800                                        | 2550         | 1150                                                 | 1500             | 2800             | —        | —        | 700                 | —                   |
| Мощность боевых блоков, кт          | 4×200, 10×100                               | 4×500, 10×100                               | 10×200       | 6×150                                                | 6×100            | 8×475, 12×100    | 6—10×150 | 6—10×100 | 1×1000, 1×250, 4×90 | —                   |
| КВО, м                              | 550                                         | 250                                         | 500          | 120…350                                              | 380              | 90…500           | 150…200  | 150…200  | 500                 | —                   |
| Противодействие ПРО                 | Настильная траектория, РГЧ ИН, средства РЭБ | Настильная траектория, РГЧ ИН, средства РЭБ | РГЧ ИН       | Сокращённый активный участок, настильная траектория, | РГЧ ИН           | РГЧ ИН           | РГЧ ИН   | РГЧ ИН   | РГЧ ИН              | РГЧ ИН              |
| Стартовая масса, т                  | 40,3                                        | 40,3                                        | 90,0         | 36,8                                                 | 32,3             | 59,1             | 52,0     | 56,0     | 20,0                | —                   |
| Длина, м                            | 14,8                                        | 14,8                                        | 16,0         | 11,5                                                 | 10,3             | 13,5             | 12,0     | 12,0     | 11,0                | —                   |
| Диаметр, м                          | 01,9                                        | 01,9                                        | 02,4         | 02,0                                                 | 01,8             | 02,1             | 02,3     | 02,3     | 02,0                | —                   |
| Тип старта                          | Мокрый (заполнение водой)                   | Мокрый (заполнение водой)                   | Сухой (АРСС) | Сухой (ТПК)                                          | Сухой (мембрана) | Сухой (мембрана) |          |          |                     | —                   |

## Комментарии
1. ↑  Согласно договору СНВ-1 все ракеты в десятиблочном варианте подлежали ликвидации.
2. ↑  данные с 1985 по 1996 год даны согласно Стратегическое ядерное вооружение России. — 1998. — С. 210-211.
3. ↑  данные с 1997 по 2008 год даны согласно протоколам MOU договора СНВ — START Aggregate Numbers of Strategic Offensive Arms Архивная копия от 14 апреля 2021 на Wayback Machine
4. ↑  Для корректности сопоставления эта величина определяется как отношение величины забрасываемой массы на дальность в 10 тыс. км (в килограммах), отнесённой к стартовой массе ракеты (в тоннах). СКБ-385 / под общ. ред. В. Г. Дегтяря. — 2007. — С. 343. (По данному источнику показатель энергомассового совершенства у Трайдента 1 — 34,7; у Трайдента 2 — 37,2; у Тополя-М 30,6; У Минтмена-3 — 39,6; у Р-39УТТХ — 37,7 что несколько отличается от данных информационной системы «Ракетная техника»).